# Soumâa
Soumâa o Thala Oufella es un pueblo en la Provincia de Bumerdés en Cabilia dentro de Argelia.

## Ubicación
El pueblo está rodeado por el río Meraldene y el río Isser, y también por la ciudad de Thenia en la cordillera de Khachna.

## Zawiya
- Zawiya de Sidi Boushaki

## Personas
- Abderrahmane Boushaki, Político argelino ;
- Ali Boushaki, Teólogo argelino ;
- Brahim Boushaki, Teólogo argelino ;
- Feriel Boushaki, Artista argelina ;
- Khaled Boushaki, Futbolista argelino ;
- Mohamed Rahmoune, Político argelino ;
- Mohamed Seghir Boushaki, Político argelino ;
- Sidi Boushaki, Teólogo argelino ;
- Yahia Boushaki, Político argelino ;
- Abdenour Boushaki, Electrónica argelino ;
- Tarik Boushaki, Ph.D. en Ingeniería Mecánica argelino ;